# HMS Unicorn (1824)
Pour les autres navires du même nom, voir HMS Unicorn.

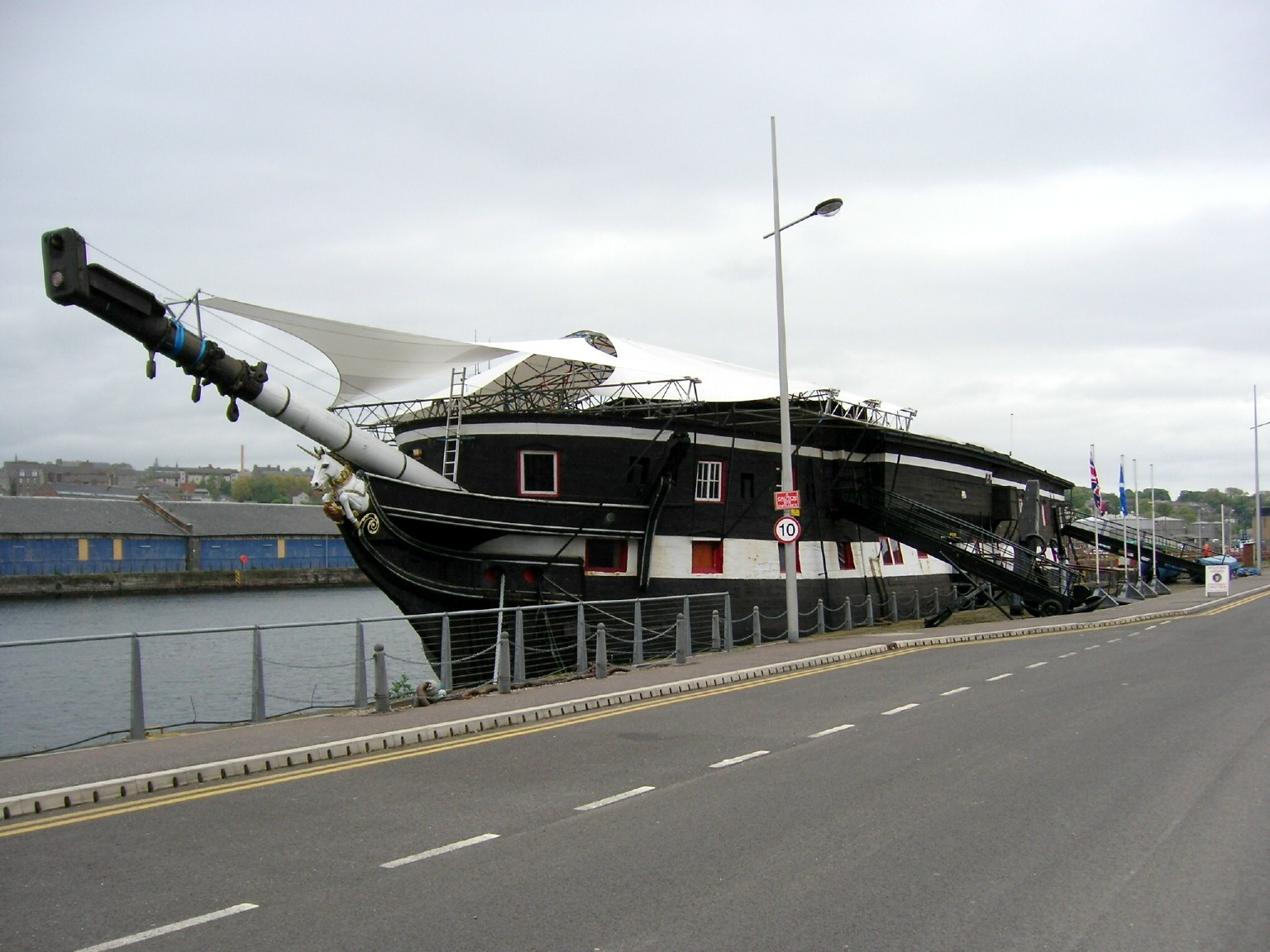
L'HMS Unicorn.

La HMS Unicorn (« Licorne » en français) est une frégate de cinquième rang britannique de 46 canons.

## Conception
La construction commence en février 1822 à l'arsenal royal de Chatham, et la frégate est lancée en février 1822. Portant 46 canons, elle mesure 151,6 pieds (46,2 m) de long. Elle fait partie de la très réussie classe de frégates de type Leda, une des meilleures de sa génération, elle-même basée sur les plans de la frégate française Hébé capturée en 1782. Cette classe de navires comprenait la HMS Shannon qui captura la frégate américaine USS Chesapeake, ainsi que la HMS Trincomalee qui est le plus vieux navire de guerre encore à flot en Grande-Bretagne devant la HMS Unicorn.
La coque de la HMS Unicorn est toujours à flot dans le bassin du port de Dundee en Écosse.